# Nordwestdeutscher Rundfunk

Logo stacji Nordwestdeutscher Rundfunk

Nordwestdeutscher Rundfunk (w skrócie NWDR) – niemiecki, publiczny, regionalny nadawca radiowo-telewizyjny, członek ARD, działający w latach 1924–1956.

## Historia
Nordische Rundfunk AG (NORAG) rozpoczęło nadawanie 19 stycznia 1924 roku poprzez radiowy nadajnik w Hamburgu. Oficjalna rejestracja stacji nastąpiła 2 maja 1924 roku, pierwszym dyrektorem był Hans Bodenstedt. 9 czerwca 1929 roku odbyła się transmisja pierwszego koncertu symfonicznego z hamburskiego portu - "Koncert Hamburg Harbour". Tradycja koncertów przetrwała po dziś dzień na antenie Norddeutscher Rundfunk. Koncerty portowe są najstarszym programem radiowym, nadawanym do dzisiaj.
19 stycznia 1933 roku NORAG jako nazwa przestał istnieć. Powstała spółka Norddeutsche Rundfunk GmbH (Nordfunk), która istniała do końca II wojny światowej. 3 maja 1945 roku gubernator Hamburga Karl Kaufmann ogłosił na falach eteru zaprzestanie działalności Nordfunk i rychłego wejścia do miasta wojsk brytyjskich, które przejęły nadajniki.
Pod nazwą NWRD stacja otrzymała pierwszą w Niemczech licencję publicznego nadawcy i wznowiła nadawanie 22 września 1945. 1 stycznia 1956 roku Nordwestdeutscher Rundfunk rozpadł się na Norddeutscher Rundfunk i Westdeutscher Rundfunk. Obejmował następujące landy: Hamburg, Dolną Saksonię, Szlezwik-Holsztyn oraz Nadrenię Północną-Westfalię. Do 1954 roku nadawał również w Berlinie Zachodnim.
Nordwestdeutscher Rundfunk jako pierwsze nadawało kanał Das Erste (pod nazwą NWDR-Fernsehen).